# شرق شیرین
شرق شیرین (به انگلیسی: The Sweet East) یک فیلم جاده‌ای آمریکایی در سبک سینمای سوررئالیستی محصول سال ۲۰۲۳ به کارگردانی شان پرایس ویلیامز در اولین کارگردانی خود بر اساس فیلمنامه‌ای از نیک پینکرتون است. تالیا رایدر، ارل کیو، سایمون رکس، ایو ادبری، جرمی او. هریس، جیکوب الوردی و ریش شاه در این فیلم بازی می‌کنند. این فیلم دربارهٔ نوجوانی از کارولینای جنوبی است که دنیای گسترده‌تری را در یک ماجراجویی بی‌نظیر در ساحل شرقی ایالات متحده تجربه می‌کند.
شرق شیرین اولین نمایش جهانی خود را در بخش دو هفته کارگردانان جشنواره فیلم کن در ۱۸ مه ۲۰۲۳ داشت. این فیلم در ۱ دسامبر ۲۰۲۳ توسط کمپانی یوتوپیا در ایالات متحده اکران شد.

## بازخوردها
- در وب‌سایت جمع‌آوری نقد راتن تومیتوز از ۶۹ نقد منتقد، با میانگین امتیاز ۶٫۹ از ۱۰ مثبت است.
- در متاکریتیک، که از میانگین وزنی استفاده می‌کند، بر رای اساس ۲۰ منتقد، امتیاز ۶۲ از ۱۰۰ را به فیلم اختصاص داد که نشان دهنده نقدهای «به طور کلی مطلوب» است.